# Limoncello
Le limoncello (prononcé : [limonˈtʃɛlːo]) (parfois limoncino, limonello, ou de façon francisée lemoncello) est une liqueur de citron originaire d'Italie, produite notamment dans la péninsule de Sorrente — de la baie de Naples à la côte amalfitaine — et de Capri, ainsi qu'en Sicile, Sardaigne, Calabre, et sur l'île d'Ischia, en Campanie. La liqueur fabriquée dans cette dernière région est dénommée limoncino.
En Campanie, le limoncello bénéficie d'une appellation au titre des produits agroalimentaires traditionnels italiens. C'est un produit à base de zestes de citron, d'alcool, d'eau et de sucre. Il est de couleur jaune brillant, doux et citronné. Le limoncello est un produit obtenu par macération d'écorces de citron dans l'alcool. Doux et aromatique, il peut être servi en apéritif, mais sa destination habituelle est en digestif, servi glacé et également sous forme de cocktail (limonette...).

## Histoire
Il existe plusieurs histoires sur l'origine du limoncello. L’entreprise familiale Pallini  en produit sur la côte amalfitaine depuis 1875. Le Los Angeles Times a écrit que le limoncello a été inventé en Sicile il y a environ 100 ans.

## Production

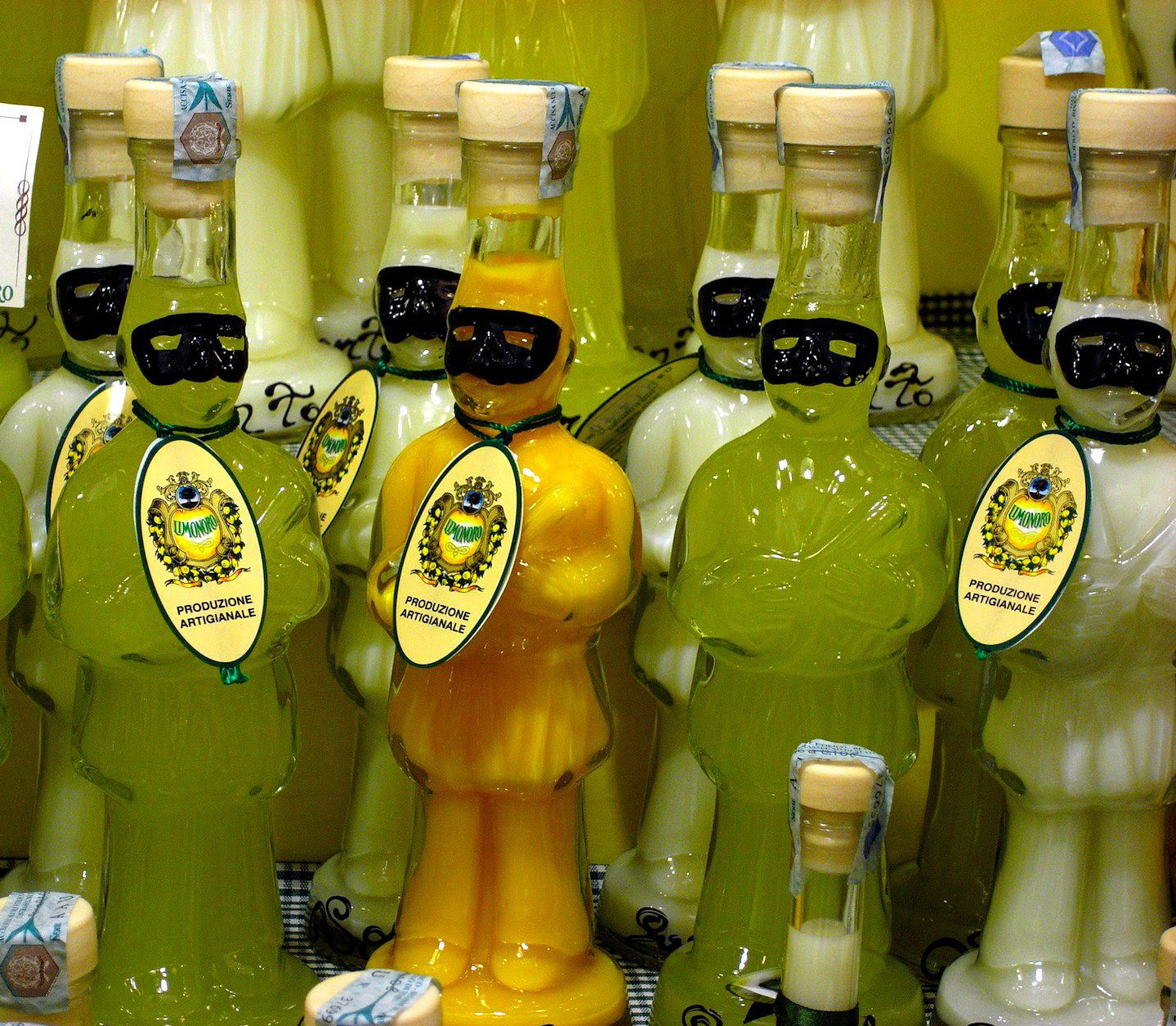
Bouteilles de limoncello en forme de pulcinella.

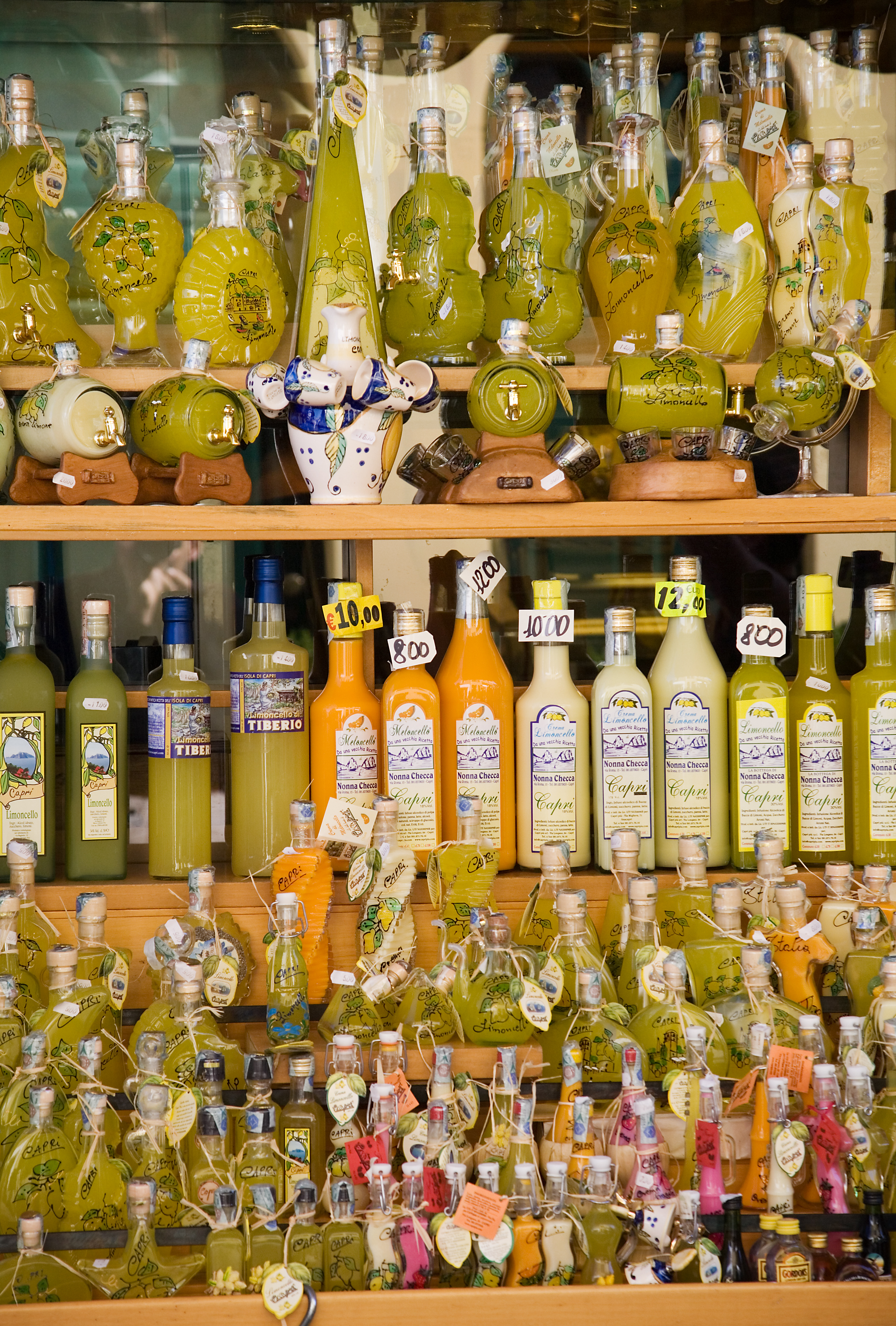
Autres formes de limoncello à acheter sur un stand de vente à Capri.

Contrairement à beaucoup d'autres liqueurs, le limoncello est facile à produire et peu cher, ne nécessitant que du sucre, de l'eau, des zestes de citron, de l'alcool et du temps de maturation. Le limoncello maison a souvent un goût de citron plus fort et plus prononcé que ceux vendus en magasin mais, pour ce faire, il faut utiliser de l'alcool pur à 96 % (la vodka à 40 % n'extrayant pas toutes les huiles essentielles du zeste),.
Différentes variétés de citron (du cultivar femminello) sont utilisées, qui  fournissent des goûts variés. La variété des fruits est souvent dictée par la région de production : les citrons d'Amalfi produisent un limoncello particulièrement plaisant ; la variété de citron préférée pour la fabrication de limoncello du sud de l’Italie est le citron de Sorrente qui est très riche en huile de citron. Ce sont les citrons provenant des Cinque Terre qui entrent dans la composition du limoncino.
Divers alcools peuvent être utilisés pour varier les goûts. La grappa est parfois utilisée, comme l'alcool pur. Un alcool plus raffiné maximise le goût de citron, alors que des alcools plus concentrés y ajoutent de la complexité. Des sucres de plus haute qualité utilisés dans l'infusion créent une liqueur plus douce. Le limoncello peut être produit artisanalement en faisant macérer pendant 2 mois des zestes de citrons non traités dans de l'alcool à 90°. Il faut ensuite y ajouter un sirop de sucre, laisser macérer, puis filtrer le mélange obtenu. Sa teneur en alcool varie de 18 à 34 %.

## Service
Il est traditionnel de servir le limoncello froid comme digestif. Le long de la côte amalfitaine, il est servi dans de petits verres en céramique, refroidis eux-mêmes, la côte d'Amalfi étant un centre de la céramique. Cette tradition s'est répandue dans d'autres parties de l'Italie. Et traditionnellement, dans certaines régions d'Italie, on trempe une tranche de panettone dans le limoncello.

## Hors d'Italie
Le limoncello est commun en Italie mais n'a acquis que récemment de la popularité dans d'autres parties du monde. En Corse, la production locale est commercialisée sous les appellations limoncellu ou limoncinu.
Il devient aussi populaire pour des cocktails, car il apporte un goût de citron fort sans l'acidité ou l'amertume du jus de citron lui-même.

## Liqueurs similaires
De nombreuses liqueurs similaires sont produites hors d'Italie, notamment à Menton en France, sur l'île maltaise de Gozo ou en Corse (Limoncinu). Certaines liqueurs sont de légères variations, d'autres utilisent du jus de citron, et d'autres encore d'autres agrumes, voire un procédé d'infusion.
La crème de limoncello, qui est faite avec du lait ou des produits laitiers, pour donner une texture crémeuse et adoucir le goût du citron, est également très appréciée. On trouve communément des produits faits de la même manière, mais utilisant d'autres agrumes comme l'orange (arancello), le tangelo (mapo) ou la mandarine.
En Italie, différentes liqueurs de citron produites principalement dans les régions italiennes de la mer Tyrrhénienne, et plus largement dans le Mezzogiorno existent, mais n'ont pas le droit à l'appellation limoncello. On rencontre donc des dénominations comme limoncino, limonello, limonetta, liquore di limone, etc.